# Ittrio
L'ittrio è l'elemento chimico di numero atomico 39 (gruppo 3 della tavola periodica) e il suo simbolo è Y. È un metallo di transizione dall'aspetto argenteo, è comune nei minerali delle terre rare e non si trova mai in natura come elemento libero. L'isotopo 89Y è l'unico isotopo stabile e l'unico che si trova sulla crosta terrestre.
Nel 1787 nei pressi di Ytterby in Svezia, Carl Axel Arrhenius scoprì un nuovo minerale e lo chiamò ytterbite. Due anni più tardi Johan Gadolin individuò l'ossido di ittrio nel campione di Arrhenius. Nel 1827 l'ittrio elementare è stato isolato da Friedrich Wöhler.
Gli usi più importanti dell'ittrio sono i LED e i fosfori, in particolare quelli rossi del tubo a raggi catodici usati un tempo nei televisori. L'ittrio trova impiego anche nella produzione di elettrodi, elettroliti, filtri elettronici, laser, superconduttori, in varie applicazioni mediche e come oligoelemento in vari materiali per migliorarne le proprietà.
Non si conosce nessun ruolo biologico dell'ittrio e l'esposizione ai suoi composti può causare malattie polmonari negli esseri umani.

## Caratteristiche

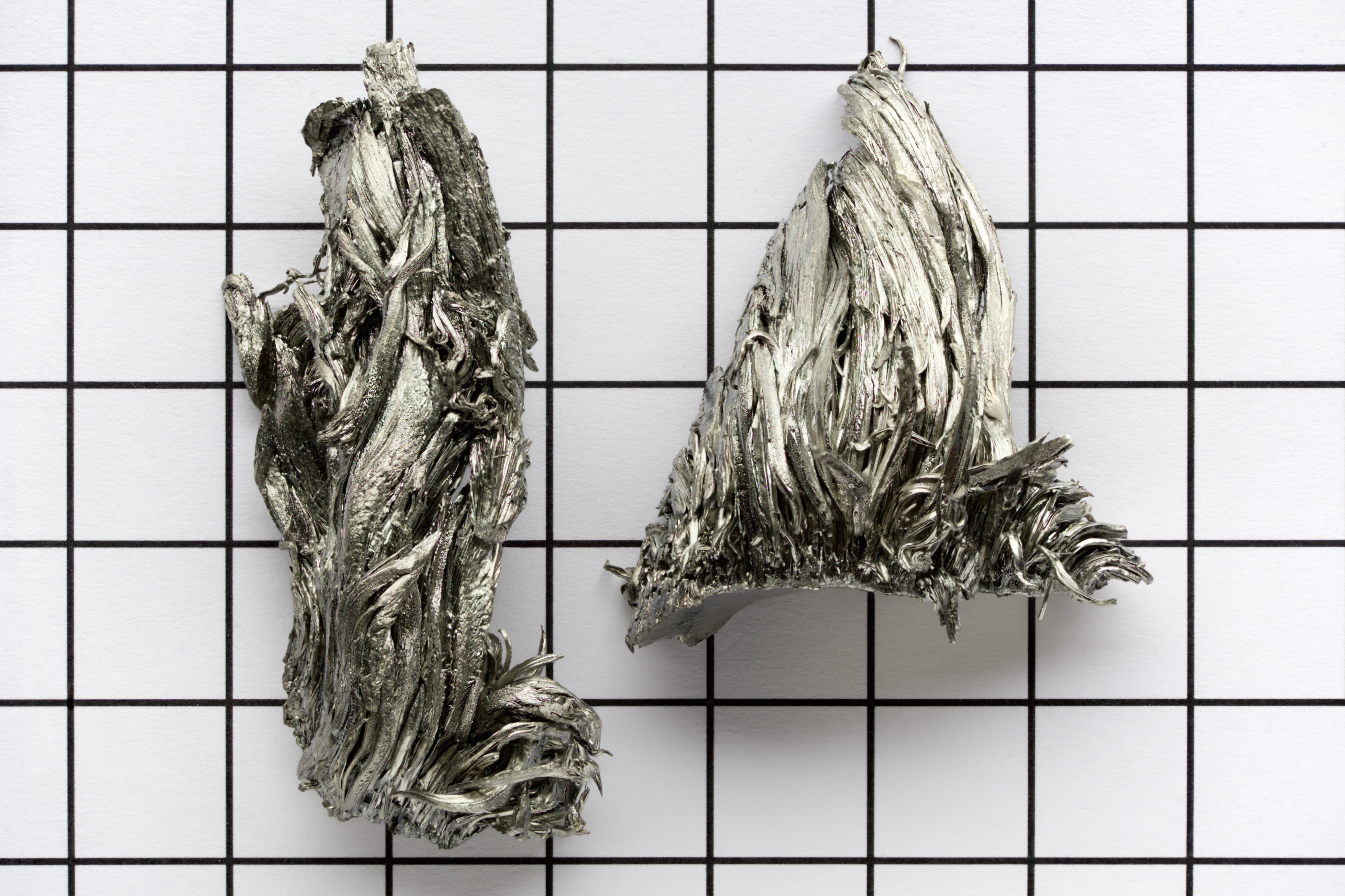
Ittrio

L'ittrio è un metallo dall'aspetto argenteo e lucente, relativamente stabile all'aria, possiede una reattività chimica simile a quella dei lantanoidi. Gli sfridi e i trucioli di questo metallo bruciano all'aria quando la loro temperatura supera i 400 °C. In forma di polvere fine può incendiarsi spontaneamente. Il suo stato di ossidazione tipico è +3.

## Applicazioni
L'ossido di ittrio, noto anche col nome di ittria in ambito mineralogico o ceramico,  è il suo composto più importante, impiegato per produrre i fosfori YVO4-Eu e Y2O3-Eu un tempo usati per generare il colore rosso nei tubi catodici dei televisori.
Tra gli altri usi si annoverano i seguenti:
- l'ossido di ittrio è usato per produrre granati di ittrio e ferro, efficaci filtri di microonde;
- i granati a base di ittrio, ferro, alluminio e gadolinio (ad esempio Y3Fe5O12 e Y3Al5O12) hanno interessanti proprietà magnetiche.
- Il granato di ittrio e ferro è un efficiente trasduttore di energia acustica; il granato di ittrio e alluminio (denominato YAG) ha una durezza di 8,5 ed è usato anche come gemma (diamante sintetico);
- piccole quantità di ittrio (tra lo 0,1% e lo 0,2%) sono usate per ridurre la granulometria del cromo, del molibdeno, del titanio e dello zirconio; è anche usato per rinforzare le leghe di alluminio e magnesio;
- concorre a rendere stabile su intervalli di temperatura compresi tra 1170 °C e oltre 2370 °C l'ossido di zirconio (zirconia) evitandone le variazioni volumetriche nei TBC (Thermal barrier coatings)[non chiaro]
- è usato come catalizzatore della polimerizzazione dell'etilene;
- il granato di ittrio e alluminio, il fluoruro di ittrio e litio e il vanadato di ittrio sono usati, insieme ad agenti droganti quali il neodimio o l'erbio, nella produzione di laser infrarossi;
- viene usato per disossidare il vanadio e altri metalli non ferrosi.
- l'isotopo 90Y è utilizzato per radiomarcare microsfere di cristallo o resina utilizzate per la radioembolizzazione in pazienti con HCC (epatocarcinoma) inoperabile.
- alcune candele di accensione commerciali per motori a scoppio possiedono elettrodi realizzati con leghe metalliche contenenti piccole quantità di ossido di ittrio, in ragione del suo elevato punto di fusione e della sua elevata conduttività elettrica. Tale accorgimento risulta in una più lenta usura degli elettrodi e di conseguenza un più lento aumento della distanza interelettrodica.

L'ittrio è stato preso in considerazione come nodulizzante per ottenere ghisa nodulare, più duttile (la grafite forma noduli compatti invece di fiocchi, noduli che sono inizio di frattura). L'ittrio si può usare in formulazioni di ceramiche e vetri speciali, perché l'ossido di ittrio ha un punto di fusione molto alto e conferisce loro resistenza agli urti e basso coefficiente di espansione termica.

## Storia
L'ittrio (da Ytterby, un villaggio svedese vicino Vaxholm) fu scoperto da Johan Gadolin nel 1794 e isolato da Friedrich Woehler nel 1828 come estratto impuro di ittrite, attraverso la riduzione di cloruro di ittrio anidro (YCl3) con potassio. La ittrite (Y2O3) è l'ossido di ittrio e fu scoperto da Johan Gadolin nel 1794 in un minerale di gadolinite proveniente da Ytterby.
Nel 1843 Carl Gustav Mosander fu in grado di dimostrare che le ittriti si potevano dividere negli ossidi (o terre) di tre elementi diversi. "Ittrite" fu il nome usato per il più basico e gli altri vennero chiamati erbite e terbite.
Curiosamente molti minerali contenenti terre rare e altri elementi poco diffusi in natura si trovano concentrati in una cava vicino a Ytterby. Oltre all'ittrio, anche l'erbio, il terbio e l'itterbio prendono il nome da questa località svedese.

## Disponibilità
L'ittrio si trova in quasi tutti i minerali delle terre rare e dell'uranio e non viene mai rinvenuto allo stato nativo. Industrialmente viene ottenuto dalla sabbia di monazite, un ortofosfato di lantanoidi che ne contiene circa il 3%, e dalla bastnasite, un carbonato di lantanoidi che ne contiene circa lo 0,2%.
Viene ottenuto in vari modi, principalmente per riduzione del fluoruro di ittrio

## Isotopi
L'ittrio in natura si compone di un solo isotopo, 89Y. I radioisotopi più stabili sono 88Y, con un'emivita di 106,65 giorni e 91Y, la cui emivita è di 58,51 giorni. Tutti gli altri suoi isotopi hanno un tempo di dimezzamento inferiore alle 24 ore, eccezion fatta per 87Y, che si dimezza in 79,8 ore. La principale modalità di decadimento degli isotopi più leggeri di 89Y è la cattura elettronica cui segue un decadimento beta.
Dell'ittrio sono stati identificati altri 26 isotopi instabili. 90Y esiste in equilibrio con il suo isotopo genitore, 90Sr che può essere ottenuto da reazioni nucleari di fissione.

## Precauzioni
Il contatto con composti di questo elemento, da considerarsi pericoloso, è raro per la maggior parte delle persone. I sali di ittrio sono sospetti cancerogeni e, non essendo l'ittrio normalmente trovato nei tessuti umani, l'eventuale ruolo biologico di questo elemento è sconosciuto.